# 马卡埃
马卡埃（葡萄牙語：Macaé）是巴西里约热内卢州的一个市镇。总面积1215.904平方公里，总人口194413人，人口密度159.9人/平方公里。
馬卡埃被認為是巴西沿海石油工業的中心，因此常被稱“Cidade do Petróleo”（石油城）。巴西石油在該城市有數個分支機構。該城市也是巴西發展最快的城市之一。21世紀初的10年間發展速度高達600%。當地有馬卡埃機場。
漁業和旅遊業也是該城市的支柱產業。